# Francisco David Lucas Parrón
Francisco David Lucas Parrón, né le 18 janvier 1968 à Madrid, est un homme politique espagnol, membre du Parti socialiste ouvrier espagnol (PSOE).
Il est maire de Móstoles de 2015 à 2018 et sénateur aux Cortes Generales de la circonscription de Madrid de 2016 à 2019.

## Biographie

### Vie privée
Il est marié. Le couple a deux enfants : une fille et un fils.

### Formation et vie professionnelle
Il réalise des études de droit à l'université complutense de Madrid dont il obtient une licence en 1992. L'année suivante, il décroche un diplôme en droit des impôts à l'université Carlos III puis un master en politique territoriale et urbanistique. Par la suite, il obtient un diplôme en Affaires européennes et un master en droit public de l'État (2013). Il enseigne, en anglais, les fondamentaux du système juridique à l'université Carlos III.
En 2006, il devient professeur associé de droit des Finances et des Impôts.

### Élu de Getafe
Il s'inscrit au Parti socialiste ouvrier espagnol en 1991. Entre 1993 et 1999, il est le chef de cabinet de Pedro Castro Vázquez, le maire socialiste de Getafe. Lors des élections municipales de juin 1999, il est élu conseiller municipal de la ville. Le parti ayant remporté une nouvelle majorité absolue, Castro entame un cinquième mandat de maire et nomme une équipe municipale dans laquelle David Lucas exerce les fonctions de quatrième adjoint. Alors que les socialistes conservent le pouvoir à Getafe à l'issue du scrutin local de juin 2003, il est promu au poste de premier adjoint et porte-parole de la majorité. Durant cette deuxième mandature, il siège à la Fédération des municipalités de la Communauté de Madrid (FMM) dont il préside la commission des Finances.

### Passage par Madrid
Il est investi en septième position sur la liste conduite par Miguel Sebastián à l'occasion des élections municipales de mai 2007 à Madrid. Élu au conseil municipal, il est nommé porte-parole de l'opposition socialiste au maire Alberto Ruiz-Gallardón en septembre suivant. Il s'oppose vigoureusement au Parti populaire lorsqu'il dirige la campagne contre le nouvel impôt municipal sur les déchets ainsi que l'envoi d'une plainte qui permet la découverte d'un réseau de corruption urbanistique et de collecte de commissions.

### Premier édile de Móstoles
Il se porte candidat à la mairie de Móstoles en vue des élections municipales de mai 2011 mais ne parvient pas à vaincre le conservateur Esteban Parro qui remporte une nouvelle victoire. Il se consacre alors à son rôle de chef de l'opposition et combat l'impôt sur les déchets. Durant ce mandat, il parvient à reconstruire et réactiver le collectif des militants socialistes de la municipalité, suspendu en 2008 par Tomás Gómez à cause de problèmes internes. Il en est élu secrétaire général en juin 2012.
Il est élu membre du Comité fédéral du PSOE — le parlement du parti — lors du congrès fédéral extraordinaire de juillet 2014.
Après un processus de primaires au cours duquel il obtient 87 % des suffrages, il est choisi pour mener la liste du parti lors des élections locales de mai 2015. Avec 22 867 voix, sa liste obtient sept mandats municipaux et arrive en deuxième position derrière celle du Parti populaire qui recueille 35 904 votes et douze mandats. Néanmoins, David Lucas parvient à un accord de gouvernement avec Izquierda Unida et bénéficie du soutien sans participation de Ganar Móstoles. En conséquence, il est élu maire de la ville et prend la suite du conservateur Daniel Ortiz Espejo.
Il fait partie de la candidature de Sara Hernández Barroso à l'occasion du congrès régional du PSOE-M. Lorsque celle-ci est élue secrétaire général, elle nomme David Lucas au poste de vice-secrétaire général. Soutenant Susana Díaz lors du 39e congrès fédéral du parti face à Pedro Sánchez, il quitte la commission exécutive du PSOE-M lorsque José Manuel Franco, proche de Sánchez, est élu au poste de secrétaire général régional.
Le 23 janvier 2018, il annonce sa démission de son mandat de maire, alléguant des « raisons personnelles ».

### Activités nationales
Il remplace Carlota Merchán sur la liste sénatoriale de la circonscription de Madrid lorsque celle-ci est investie en huitième position sur la liste à la chambre basse des Cortes. Après les élections générales anticipées de juin 2016, il parvient à récupérer le mandat de sénateur qui était tombé entre les mains de Podemos à l'occasion du précédent scrutin. Il siège comme deuxième vice-président de la commission des Affaires étrangères et comme porte-parole à la commission des droits de la Famille, de l'Enfance et de l'Adolescence. Son mandat prend fin avec la dissolution des Cortes le 4 mars 2019.
Sur proposition du ministre des Transports, des Mobilités et des Programmes urbains José Luis Ábalos, le conseil des ministres du 11 février 2020 approuve sa nomination comme secrétaire général des Programmes urbains et du Logement. Trois ans plus tard, il est nommé secrétaire d'État aux Transports, aux Mobilités et aux Programmes urbains par la ministre Raquel Sánchez après la démission d'Isabel Pardo de Vera, consécutive à la révélation d'une erreur de dimensionnement des futurs trains destinés aux réseaux ferroviaires régionaux de Cantabrie et des Asturies. Cette erreur conduit également à la démission du président de Renfe Operadora, Isaías Táboas, qui est remplacé par l'ancien secrétaire général à l'Industrie et aux PME, Raül Blanco Díaz,.